# Hit Me Hard and Soft: The Tour
Hit Me Hard and Soft: The Tour é a sétima turnê da cantora e compositora americana Billie Eilish, em apoio ao seu terceiro álbum de estúdio, Hit Me Hard and Soft (2024). A turnê está começou em 29 de setembro de 2024, na cidade de Québec, Canadá, com término previsto para 23 de novembro de 2025, na cidade de São Francisco, Estados Unidos.

## Datas
| Data                    | Cidade           | País             | Local                         | Atos de Abertura | Público          | Receita          |
| América do Norte        | América do Norte | América do Norte | América do Norte              | América do Norte | América do Norte | América do Norte |
| ----------------------- | ---------------- | ---------------- | ----------------------------- | ---------------- | ---------------- | ---------------- |
| 29 de setembro de 2024  | Québec           | Canadá           | Videotron Centre              | Nat & Alex Wolff |                  |                  |
| 1 de outubro de 2024    | Toronto          | Canadá           | Scotiabank Arena              | Nat & Alex Wolff |                  |                  |
| 2 de outubro de 2024    | Toronto          | Canadá           | Scotiabank Arena              | Nat & Alex Wolff |                  |                  |
| 4 de outubro de 2024    | Baltimore        | Estados Unidos   | CFG Bank Arena                | Nat & Alex Wolff |                  |                  |
| 5 de outubro de 2024    | Filadélfia       | Estados Unidos   | Wells Fargo Center            | Nat & Alex Wolff |                  |                  |
| 7 de outubro de 2024    | Detroit          | Estados Unidos   | Little Caesars Arena          | Nat & Alex Wolff |                  |                  |
| 9 de outubro de 2024    | Newark           | Estados Unidos   | Prudential Center             | Nat & Alex Wolff |                  |                  |
| 11 de outubro de 2024   | Boston           | Estados Unidos   | TD Garden                     | Nat & Alex Wolff |                  |                  |
| 13 de outubro de 2024   | Pittsburgh       | Estados Unidos   | PPG Paints Arena              | Nat & Alex Wolff |                  |                  |
| 16 de outubro de 2024   | Nova Iorque      | Estados Unidos   | Madison Square Garden         | Nat & Alex Wolff |                  |                  |
| 17 de outubro de 2024   | Nova Iorque      | Estados Unidos   | Madison Square Garden         | Nat & Alex Wolff |                  |                  |
| 18 de outubro de 2024   | Nova Iorque      | Estados Unidos   | Madison Square Garden         | Nat & Alex Wolff |                  |                  |
| 2 de novembro de 2024   | Atlanta          | Estados Unidos   | State Farm Arena              | Towa Bird        |                  |                  |
| 3 de novembro de 2024   | Atlanta          | Estados Unidos   | State Farm Arena              | Towa Bird        |                  |                  |
| 6 de novembro de 2024   | Nashville        | Estados Unidos   | Bridgestone Arena             | Towa Bird        |                  |                  |
| 8 de novembro de 2024   | Cincinnati       | Estados Unidos   | Heritage Bank Center          | Towa Bird        |                  |                  |
| 10 de novembro de 2024  | Saint Paul       | Estados Unidos   | Xcel Energy Center            | Towa Bird        |                  |                  |
| 11 de novembro de 2024  | Saint Paul       | Estados Unidos   | Xcel Energy Center            | Towa Bird        |                  |                  |
| 13 de novembro de 2024  | Chicago          | Estados Unidos   | United Center                 | Nat & Alex Wolff |                  |                  |
| 14 de novembro de 2024  | Chicago          | Estados Unidos   | United Center                 | Nat & Alex Wolff |                  |                  |
| 16 de novembro de 2024  | Kansas City      | Estados Unidos   | T-Mobile Center               | Nat & Alex Wolff |                  |                  |
| 17 de novembro de 2024  | Omaha            | Estados Unidos   | CHI Health Center             | Nat & Alex Wolff |                  |                  |
| 19 de novembro de 2024  | Denver           | Estados Unidos   | Ball Arena                    | Nat & Alex Wolff |                  |                  |
| 20 de novembro de 2024  | Denver           | Estados Unidos   | Ball Arena                    | Nat & Alex Wolff |                  |                  |
| 3 de dezembro de 2024   | Vancouver        | Canadá           | Rogers Arena                  | The Marías       |                  |                  |
| 5 de dezembro de 2024   | Seattle          | Estados Unidos   | Climate Pledge Arena          | The Marías       |                  |                  |
| 6 de dezembro de 2024   | Seattle          | Estados Unidos   | Climate Pledge Arena          | The Marías       |                  |                  |
| 8 de dezembro de 2024   | Portland         | Estados Unidos   | Moda Center                   | The Marías       |                  |                  |
| 10 de dezembro de 2024  | San Jose         | Estados Unidos   | SAP Center                    | The Marías       |                  |                  |
| 11 de dezembro de 2024  | San Jose         | Estados Unidos   | SAP Center                    | The Marías       |                  |                  |
| 13 de dezembro de 2024  | Glendale         | Estados Unidos   | Desert Diamond Arena          | The Marías       |                  |                  |
| 15 de dezembro de 2024  | Inglewood        | Estados Unidos   | Kia Forum                     | The Marías       |                  |                  |
| 16 de dezembro de 2024  | Inglewood        | Estados Unidos   | Kia Forum                     | Towa Bird        |                  |                  |
| 17 de dezembro de 2024  | Inglewood        | Estados Unidos   | Kia Forum                     | Nat & Alex Wolff |                  |                  |
| 20 de dezembro de 2024  | Inglewood        | Estados Unidos   | Kia Forum                     | Ashnikko         |                  |                  |
| 21 de dezembro de 2024  | Inglewood        | Estados Unidos   | Kia Forum                     | Finneas          |                  |                  |
| Oceania                 |                  |                  |                               |                  |                  |                  |
| 18 de fevereiro de 2025 | Brisbane         | Austrália        | Brisbane Entertainment Centre | Ashnikko         |                  |                  |
| 19 de fevereiro de 2025 | Brisbane         | Austrália        | Brisbane Entertainment Centre | Ashnikko         |                  |                  |
| 21 de fevereiro de 2025 | Brisbane         | Austrália        | Brisbane Entertainment Centre | Ashnikko         |                  |                  |
| 22 de fevereiro de 2025 | Brisbane         | Austrália        | Brisbane Entertainment Centre | Ashnikko         |                  |                  |
| 24 de fevereiro de 2025 | Sydney           | Austrália        | Qudos Bank Arena              | Ashnikko         |                  |                  |
| 25 de fevereiro de 2025 | Sydney           | Austrália        | Qudos Bank Arena              | Ashnikko         |                  |                  |
| 27 de fevereiro de 2025 | Sydney           | Austrália        | Qudos Bank Arena              | Ashnikko         |                  |                  |
| 28 de fevereiro de 2025 | Sydney           | Austrália        | Qudos Bank Arena              | Ashnikko         |                  |                  |
| 4 de março de 2025      | Melbourne        | Austrália        | Rod Laver Arena               | Ashnikko         |                  |                  |
| 5 de março de 2025      | Melbourne        | Austrália        | Rod Laver Arena               | Ashnikko         |                  |                  |
| 7 de março de 2025      | Melbourne        | Austrália        | Rod Laver Arena               | Ashnikko         |                  |                  |
| 8 de março de 2025      | Melbourne        | Austrália        | Rod Laver Arena               | Ashnikko         |                  |                  |
| Europa                  |                  |                  |                               |                  |                  |                  |
| 23 de abril de 2025     | Estocolmo        | Suécia           | Avicii Arena                  | Tom Odell        |                  |                  |
| 24 de abril de 2025     | Estocolmo        | Suécia           | Avicii Arena                  | Tom Odell        |                  |                  |
| 26 de abril de 2025     | Oslo             | Noruega          | Telenor Arena                 | Tom Odell        |                  |                  |
| 28 de abril de 2025     | Copenhague       | Dinamarca        | Royal Arena                   | Tom Odell        |                  |                  |
| 29 de abril de 2025     | Copenhague       | Dinamarca        | Royal Arena                   | Tom Odell        |                  |                  |
| 2 de maio de 2025       | Hanôver          | Alemanha         | ZAG-Arena                     | Tom Odell        |                  |                  |
| 4 de maio de 2025       | Amsterdam        | Países Baixos    | Ziggo Dome                    | Tom Odell        |                  |                  |
| 5 de maio de 2025       | Amsterdam        | Países Baixos    | Ziggo Dome                    | Tom Odell        |                  |                  |
| 7 de maio de 2025       | Amsterdam        | Países Baixos    | Ziggo Dome                    | Tom Odell        |                  |                  |
| 9 de maio de 2025       | Berlim           | Alemanha         | Uber Arena                    | Tom Odell        |                  |                  |
| 29 de maio de 2025      | Colônia          | Alemanha         | Lanxess Arena                 | Tom Odell        |                  |                  |
| 30 de maio de 2025      | Colônia          | Alemanha         | Lanxess Arena                 | Tom Odell        |                  |                  |
| 1 de junho de 2025      | Praga            | Chéquia          | O2 Arena                      | Tom Odell        |                  |                  |
| 3 de junho de 2025      | Cracóvia         | Polónia          | Tauron Arena                  | Tom Odell        |                  |                  |
| 4 de junho de 2025      | Cracóvia         | Polónia          | Tauron Arena                  | Tom Odell        |                  |                  |
| 6 de junho de 2025      | Viena            | Áustria          | Wiener Stadthalle             | Tom Odell        |                  |                  |
| 8 de junho de 2025      | Bolonha          | Itália           | Unipol Arena                  | Tom Odell        |                  |                  |
| 10 de junho de 2025     | Paris            | França           | Accor Arena                   | Lola Young       |                  |                  |
| 11 de junho de 2025     | Paris            | França           | Accor Arena                   | Lola Young       |                  |                  |
| 14 de junho de 2025     | Barcelona        | Espanha          | Palau Sant Jordi              | Tom Odell        |                  |                  |
| 15 de junho de 2025     | Barcelona        | Espanha          | Palau Sant Jordi              | Tom Odell        |                  |                  |
| 7 de julho de 2025      | Glasgow          | Escócia          | OVO Hydro                     | Syd              |                  |                  |
| 8 de julho de 2025      | Glasgow          | Escócia          | OVO Hydro                     | Syd              |                  |                  |
| 10 de julho de 2025     | Londres          | Inglaterra       | The O2 Arena                  | Syd              |                  |                  |
| 11 de julho de 2025     | Londres          | Inglaterra       | The O2 Arena                  | Syd              |                  |                  |
| 13 de julho de 2025     | Londres          | Inglaterra       | The O2 Arena                  | Syd              |                  |                  |
| 14 de julho de 2025     | Londres          | Inglaterra       | The O2 Arena                  | Magdalena Bay    |                  |                  |
| 16 de julho de 2025     | Londres          | Inglaterra       | The O2 Arena                  | Magdalena Bay    |                  |                  |
| 17 de julho de 2025     | Londres          | Inglaterra       | The O2 Arena                  | Magdalena Bay    |                  |                  |
| 19 de julho de 2025     | Manchester       | Inglaterra       | Co-op Live                    | Syd              |                  |                  |
| 20 de julho de 2025     | Manchester       | Inglaterra       | Co-op Live                    | Syd              |                  |                  |
| 22 de julho de 2025     | Manchester       | Inglaterra       | Co-op Live                    | Syd              |                  |                  |
| 23 de julho de 2025     | Manchester       | Inglaterra       | Co-op Live                    | Syd              |                  |                  |
| 26 de julho de 2025     | Dublin           | Irlanda          | 3Arena                        | Syd              |                  |                  |
| 27 de julho de 2025     | Dublin           | Irlanda          | 3Arena                        | Syd              |                  |                  |
| Ásia                    |                  |                  |                               |                  |                  |                  |
| 16 de agosto de 2025    | Tóquio           | Japão            | Saitama Super Arena           | Yasobi           |                  |                  |
| 17 de agosto de 2025    | Tóquio           | Japão            | Saitama Super Arena           | Fujii Kaze       |                  |                  |
| América do Norte        |                  |                  |                               |                  |                  |                  |
| 9 de outubro de 2025    | Miami            | Estados Unidos   | Kaseya Center                 | —                |                  |                  |
| 11 de outubro de 2025   | Miami            | Estados Unidos   | Kaseya Center                 | —                |                  |                  |
| 12 de outubro de 2025   | Miami            | Estados Unidos   | Kaseya Center                 | —                |                  |                  |
| 14 de outubro de 2025   | Orlando          | Estados Unidos   | Kia Center                    | —                |                  |                  |
| 16 de outubro de 2025   | Raleigh          | Estados Unidos   | Lenovo Center                 | —                |                  |                  |
| 17 de outubro de 2025   | Raleigh          | Estados Unidos   | Lenovo Center                 | —                |                  |                  |
| 19 de outubro de 2025   | Charlotte        | Estados Unidos   | Spectrum Center               | —                |                  |                  |
| 20 de outubro de 2025   | Charlotte        | Estados Unidos   | Spectrum Center               | —                |                  |                  |
| 23 de outubro de 2025   | Filadélfia       | Estados Unidos   | Wells Fargo Center            | —                |                  |                  |
| 25 de outubro de 2025   | Long Island      | Estados Unidos   | UBS Arena                     | —                |                  |                  |
| 26 de outubro de 2025   | Long Island      | Estados Unidos   | UBS Arena                     | —                |                  |                  |
| 7 de novembro de 2025   | Nova Orleans     | Estados Unidos   | Smoothie King Center          | —                |                  |                  |
| 8 de novembro de 2025   | Nova Orleans     | Estados Unidos   | Smoothie King Center          | —                |                  |                  |
| 10 de novembro de 2025  | Tulsa            | Estados Unidos   | BOK Center                    | —                |                  |                  |
| 11 de novembro de 2025  | Tulsa            | Estados Unidos   | BOK Center                    | —                |                  |                  |
| 13 de novembro de 2025  | Austin           | Estados Unidos   | Moody Center                  | —                |                  |                  |
| 14 de novembro de 2025  | Austin           | Estados Unidos   | Moody Center                  | —                |                  |                  |
| 18 de novembro de 2025  | Phoenix          | Estados Unidos   | PHX Arena                     | —                |                  |                  |
| 19 de novembro de 2025  | Phoenix          | Estados Unidos   | PHX Arena                     | —                |                  |                  |
| 22 de novembro de 2025  | São Francisco    | Estados Unidos   | Chase Center                  | —                |                  |                  |
| 23 de novembro de 2025  | São Francisco    | Estados Unidos   | Chase Center                  | —                |                  |                  |